# Provincia di Lecce
La provincia di Lecce è una provincia italiana della Puglia di 764 283 abitanti con capoluogo Lecce, la seconda più popolosa della regione dopo la città metropolitana di Bari. È inclusa totalmente nella regione geografica del Salento ed è la più orientale d'Italia.
Bagnata a nord-est dal mare Adriatico (canale d'Otranto) e a sud-ovest dal mar Ionio (golfo di Taranto), unica delle sei province pugliesi ad affacciarsi su entrambi i mari, la provincia di Lecce occupa l'estremità meridionale della Puglia e confina a nord-ovest con la provincia di Brindisi e la provincia di Taranto.
La provincia di Lecce ha ereditato il suo stemma dall'antica provincia di Terra d'Otranto, il cui territorio coincideva, grosso modo, con quello delle odierne province di Lecce, Taranto e Brindisi.

## Geografia fisica

### Territorio
La provincia di Lecce, estesa per 2.759,39 chilometri quadrati (il 14,3% del territorio pugliese), è la terza provincia per estensione territoriale della regione dopo quelle di Foggia e di Bari.
La provincia, inclusa totalmente nella regione storica del Salento, è sostanzialmente pianeggiante. A nord si estende la pianura salentina (o Tavoliere di Lecce) che costituisce un vasto e uniforme bassopiano caratterizzato da poderosi strati di terra rossa e dall'assenza di corsi d'acqua di superficie per via della natura carsica del terreno che presenta innumeroveli inghiottitoi (chiamati vore o capoventi), punti di richiamo delle piovane che convogliono l'acqua nel sottosuolo alimentando veri e propri fiumi sotterranei. A sud si elevano i modesti rilievi collinari delle serre salentine la cui altezza massima raggiunge i 196 m s.l.m. con la Serra dei Cianci in territorio di Alessano.
La fascia costiera, lunga 222 km, è caratterizzata da spiagge di sabbia fine, con affioramenti di acque freatiche e bacini retrodunali, intervallate da lunghi tratti rocciosi e alte falesie che sprofondono nel mare. Lungo la costa adriatica meridionale si concentrano numerose grotte naturali come la Grotta Zinzulusa. Fanno parte del territorio anche i bacini costieri dei Laghi Alimini (Alimini Grande e Alimini Piccolo), situati a nord di Otranto, e l'area paludosa delle Cesine. I principali corsi d'acqua (Idume, Giammatteo, Brunese, Idro) sono piccoli rivoli alimentati da sorgenti freatiche a pochi passi dal mare Adriatico, mentre numerosi bacini di bonifica si estendono nel retroduna di entrambe le coste.

### Orografia

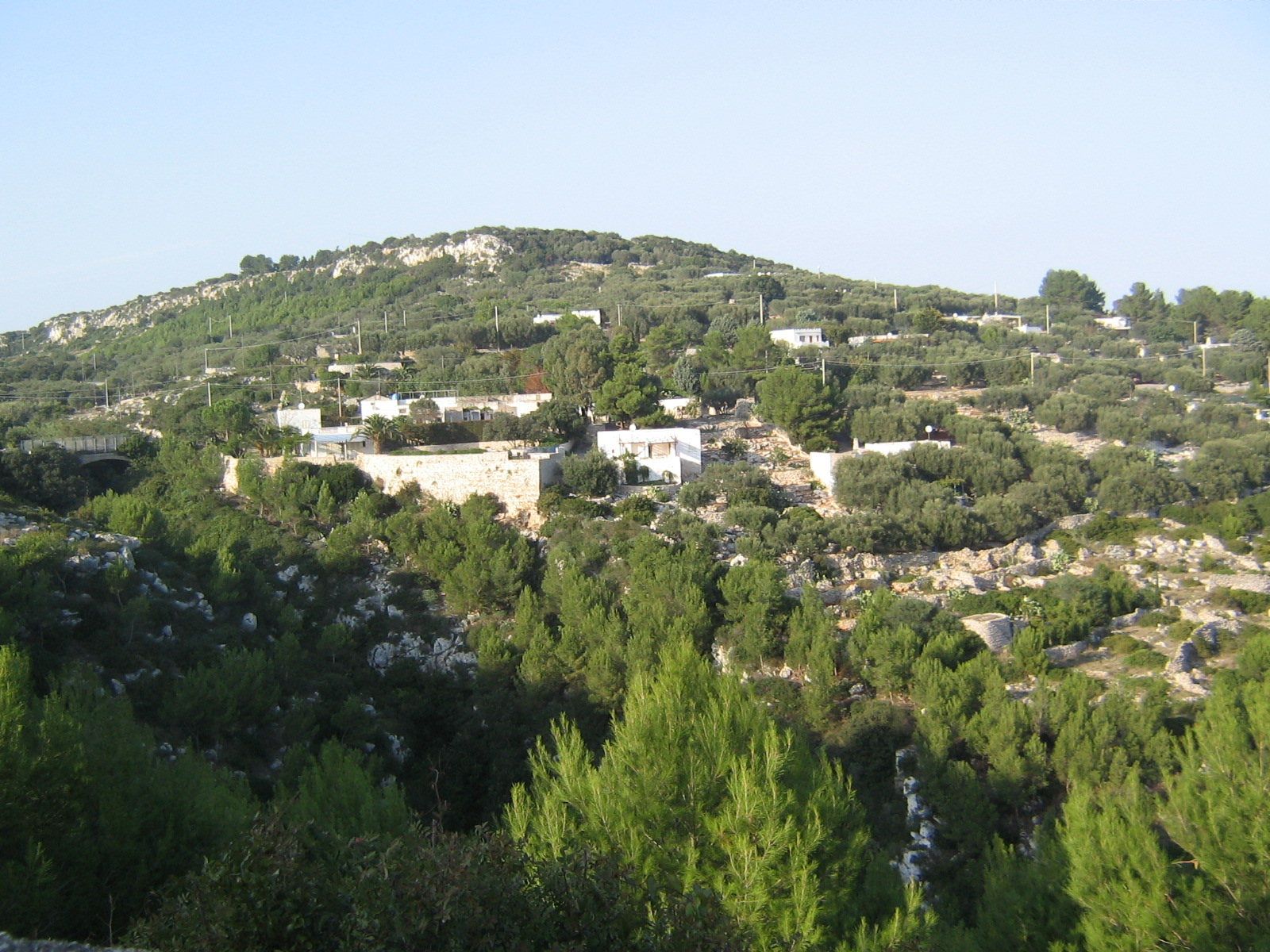
Serra di Corsano

#### Serre salentine
Il Salento e in particolare la provincia di Lecce non ha montagne, ma piccole colline che difficilmente raggiungono i duecento metri sul livello del mare. Sono conosciute con il nome di serre o Murge salentine e geograficamente rappresentano le continuità meridionali delle Murge che possono considerarsi le loro sorelle maggiori.
I principali rilievi della provincia sono:
| Denominazione        | Altezza (m) |
| -------------------- | ----------- |
| Serra dei Cianci     | 201 m       |
| Monte Sant'Eleuterio | 198 m       |
| Serra di Montesardo  | 182 m       |
| Madonna della Serra  | 169 m       |
| La Serra             | 165 m       |
| Serra dei Peccatori  | 159 m       |
| Serra di Vereto      | 154 m       |

| Denominazione        | Altezza (m) |
| -------------------- | ----------- |
| Serra Magnone        | 151 m       |
| Monte Rotondo        | 148 m       |
| Serra Falitte        | 145 m       |
| Specchia Silva       | 145 m       |
| Serra Mucorone       | 139 m       |
| Monte Fiusco         | 135 m       |
| Serra di Pozzo Mauro | 132 m       |

### Mare

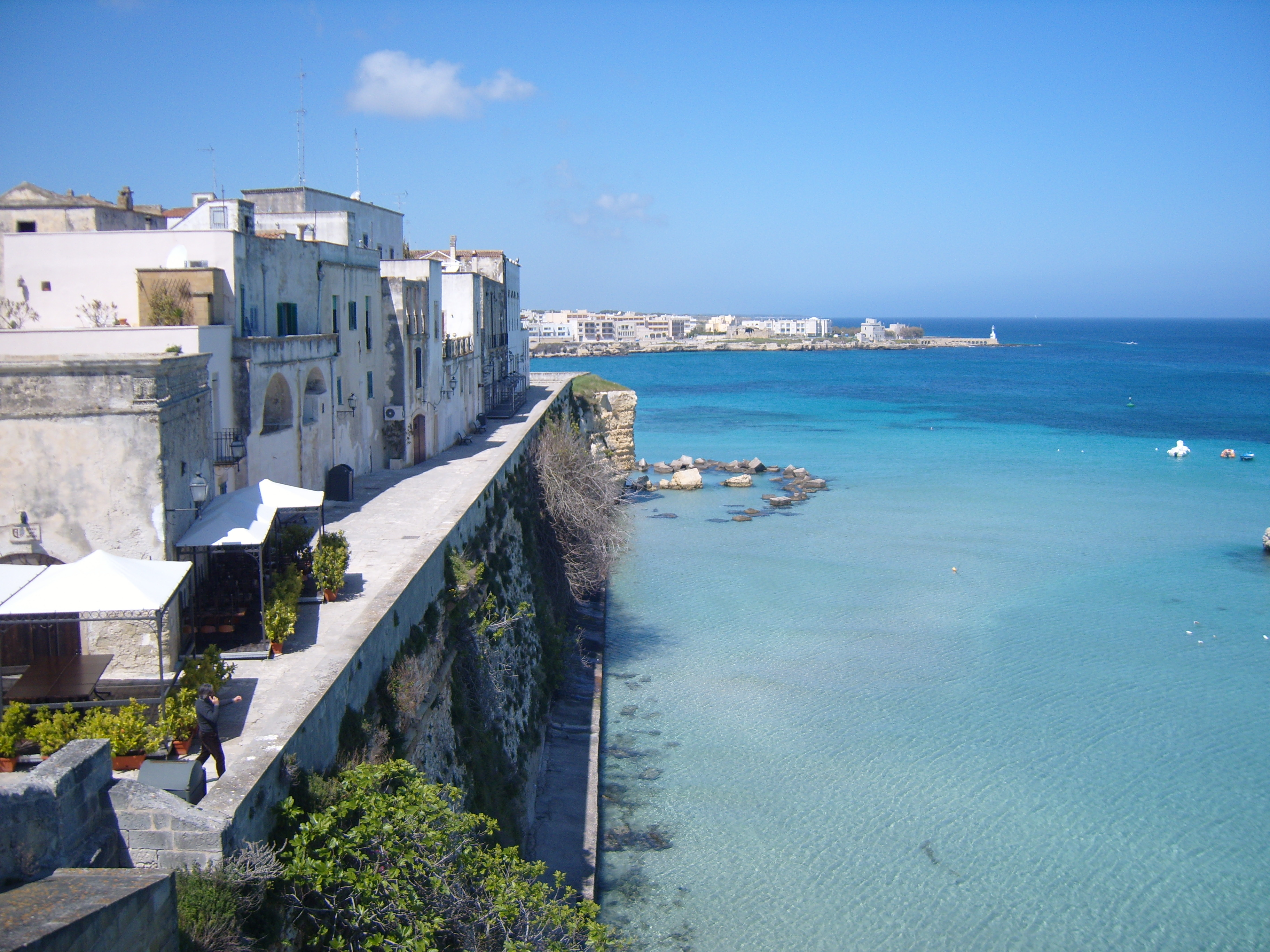
Otranto dal bastione dei Pelasgi

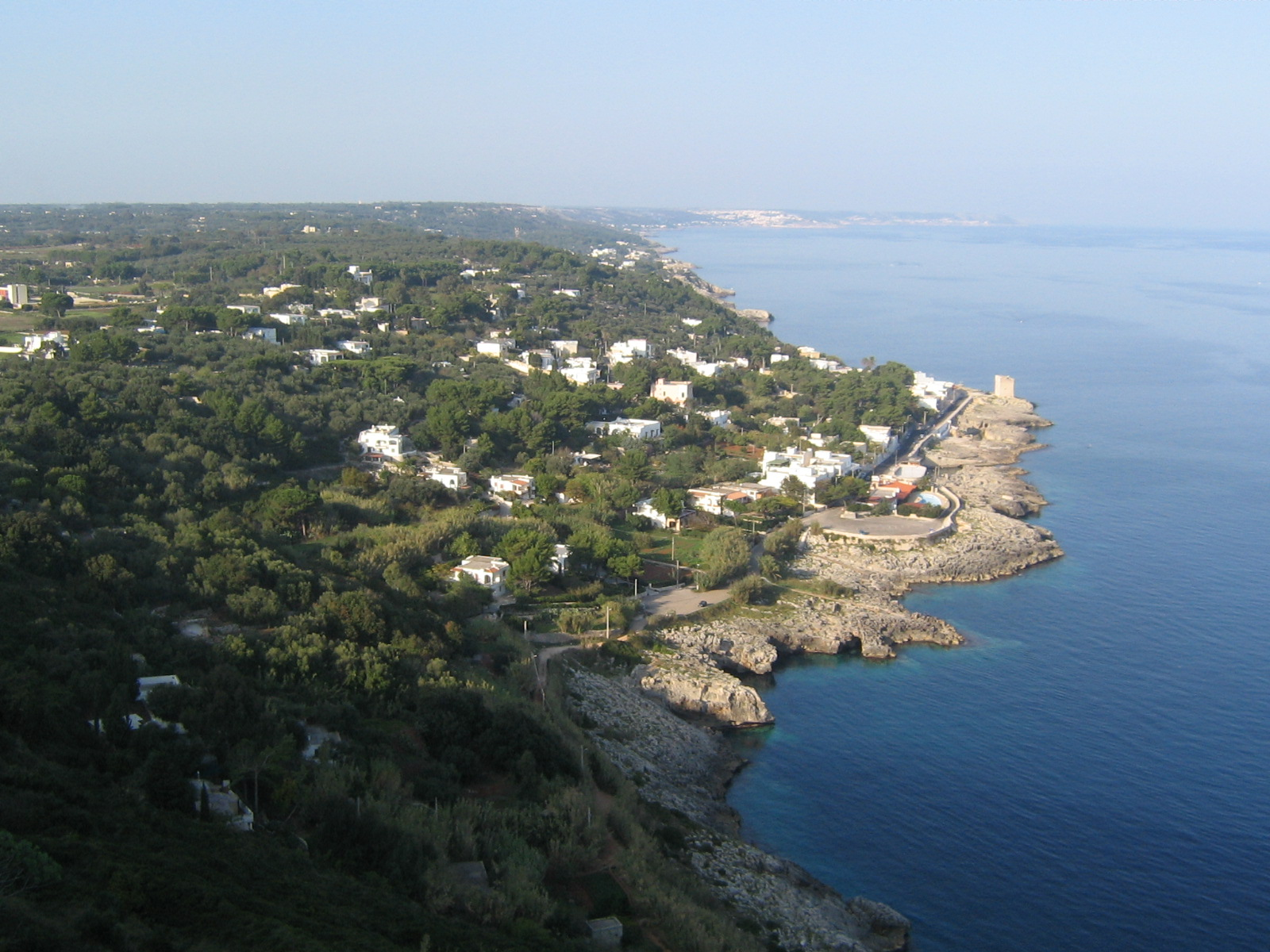
Litorale di Marina Serra

La fascia costiera della provincia è ricoperta di una rigogliosa macchia mediterranea e di folte pinete. La costa si presenta alta e rocciosa con scogliere a picco sul mare sul versante adriatico da Otranto fino a Santa Maria di Leuca e sullo Ionio nel tratto compreso fra Gallipoli e le marine di Nardò. Il resto della costa è bassa e sabbiosa. In alcune aree vi è la presenza di ampi tratti di dune e di zone paludose.
Le località rivierasche più rinomate (dall'Adriatico allo Ionio) sono: San Cataldo, San Foca, Torre dell'Orso, Otranto, Santa Cesarea Terme, Castro, Tricase, Santa Maria di Leuca, Marina di San Gregorio, Torre Vado, Marina di Pescoluse, Lido Marini, Torre San Giovanni, Gallipoli, Santa Maria al Bagno, Santa Caterina, Porto Cesareo e Torre Lapillo.
I comuni della provincia che si affacciano direttamente sul mare sono 27 sui 96 totali. Il comune di Castrignano del Capo, nel quale ricade la marina di Santa Maria di Leuca, è bagnato da entrambi i mari.
Questo se si considera Punta Meliso, la punta del santuario di Leuca, il confine dei due mari.
Motto del Salento è diventata l'espressione "lu sule, lu mare e lu jentu" che riassume i tre elementi principali del territorio: il sole, il mare e il vento. Facendo riferimento alla ventosità, i venti principali sono due: lo Scirocco da sud portatore di afa e instabilità e la Tramontana da nord che porta aria secca e fredda.
Il clima della provincia è fondamentalmente mediterraneo ma con punte continentali, riscontrabili specialmente d'inverno. Nel periodo freddo (segnatamente nei mesi di dicembre e soprattutto gennaio) non sono rari episodi di freddo intenso, con minime notturne sotto zero, dovute a cieli sereni e venti assenti immediatamente successivi ad avvezioni di aria gelida da est e raramente la neve.
L'estate è in genere calda, afosa, umida e particolarmente siccitosa e con massime in talune condizioni superiori ai 40 °C, specie nelle zone più interne con venti molto secchi da sud-ovest, anche se non sono rari i temporali estivi. Le precipitazioni, concentrate soprattutto nel periodo invernale e autunnale, si attestano mediamente sull'ordine di 600 mm di pioggia annuali.

## Storia
La provincia di Lecce trae le sue origini dall'antico giustizierato, poi provincia, di Terra d'Otranto.
La Terra d'Otranto comprendeva fin dall'XI secolo i territori delle attuali province di Lecce, Taranto e Brindisi (con l'eccezione di Fasano e Cisternino). Fino al 1663 comprendeva anche il territorio di Matera (Basilicata). Il suo capoluogo fu in un primo momento Otranto, ma in epoca normanna (XII secolo) fu sostituita da Lecce. Dopo l'unità d'Italia, la Terra d'Otranto cambiò nome in Provincia di Lecce, e il suo territorio fu diviso nei quattro circondari di Lecce, di Gallipoli, di Brindisi e di Taranto. Il suo smembramento iniziò nel 1923, quando il circondario di Taranto venne tramutato nella nuova provincia dello Jonio. Con R.D.L. 2 gennaio 1927, n. 1, venne privata dei comuni di San Pietro Vernotico, Cellino San Marco e Torchiarolo, già appartenenti al circondario di Lecce, e di tutti i comuni del circondario di Brindisi, i quali andarono a costituire la neonata provincia di Brindisi, insieme ai comuni di Fasano e Cisternino, sottratti alla provincia di Bari. Pochi mesi dopo, con R.D.L. 31 marzo 1927, n. 468, a parziale risarcimento per i comuni appartenuti al circondario di Lecce e ceduti alla provincia di Brindisi, i comuni dell'ex mandamento di Salice Salentino, ossia Guagnano, Salice Salentino e Veglie, passarono dalla provincia di Brindisi a quella di Lecce.
La provincia comprende nel suo territorio un'isola linguistica, la Grecìa Salentina, nella quale si parla un dialetto neo-greco noto come grico. Essa comprende attualmente undici comuni: nove di lingua ellenofona (Calimera, Castrignano de' Greci, Corigliano d'Otranto, Martano, Martignano, Melpignano, Soleto, Sternatia e Zollino) e altri due non ellenofoni di recente ingresso (Carpignano Salentino e Cutrofiano), riuniti nell'Unione dei comuni della Grecia Salentina, comprendente in totale circa 50 000 abitanti.

### Simboli
Lo stemma e il gonfalone della provincia di Lecce sono stati riconosciuti con decreto del capo del governo del 30 novembre 1933.
Stemma
Esso deriva dall'antico stemma della Terra d'Otranto, che a sua volta deriva dallo scudo araldico degli Aragona, che nel corso del XIV-XV secolo possedevano gli attuali territori della provincia di Lecce. La leggenda fa risalire a Goffredo il Villoso l'origine di tale stemma, visibile in tutta l'Europa Mediterranea, costituito da quattro pali rossi su fondo d'oro. Secondo il Libre de feyts d'Arms de Catalunya, Carlo il Calvo per premiare Goffredo che aveva valorosamente combattuto al suo fianco, intinse quattro dita nel sangue che scorreva copioso dalle ferite e le passò sullo scudo del conte che a quel tempo era completamente senza contrassegni, dando così vita ai "pali catalani". Lo stemma della provincia di Lecce, oltre ad avere il classico "Scudo d'Aragona" è caricato con un delfino "stizzoso" che afferra in bocca una mezzaluna. Tale elemento araldico venne aggiunto nel corso del XV-XVI secolo quando il Salento si ergeva a "bastione" contro i turchi, infatti la mezzaluna è proprio uno dei simboli di tale popolazione, che nel corso soprattutto dei secoli XV-XVI effettuavano numerose incursioni nel Mediterraneo.
Gonfalone
Bandiera
Drappo di giallo, al palo di bianco caricato al centro dello stemma provinciale.

## Monumenti e luoghi d'interesse

### Monumenti nazionali
Nella provincia di Lecce insistono importanti monumenti nazionali:
|           | Monumenti nazionali                                         |
| --------- | ----------------------------------------------------------- |
| Gallipoli | Basilica Cattedrale di Sant'Agata (dal 1941)                |
| Lecce     | Anfiteatro Romano (1906)                                    |
| Lecce     | Basilica di Santa Croce (1906)                              |
| Lecce     | S.Nicola al Camposanto (1873)                               |
| Copertino | Castello Angioino (1886)                                    |
| Galatina  | Basilica di Santa Caterina d'Alessandria (1873)             |
| Patù      | Heroon "Centopietre" (1873)                                 |
| Soleto    | Guglia di Raimondello (1873)                                |
| Otranto   | Cattedrale di Otranto e relativo mosaico pavimentale (1873) |
| Nardò     | Basilica Cattedrale Santa Maria Assunta (20 agosto 1879)    |

### Architetture religiose

#### A Lecce

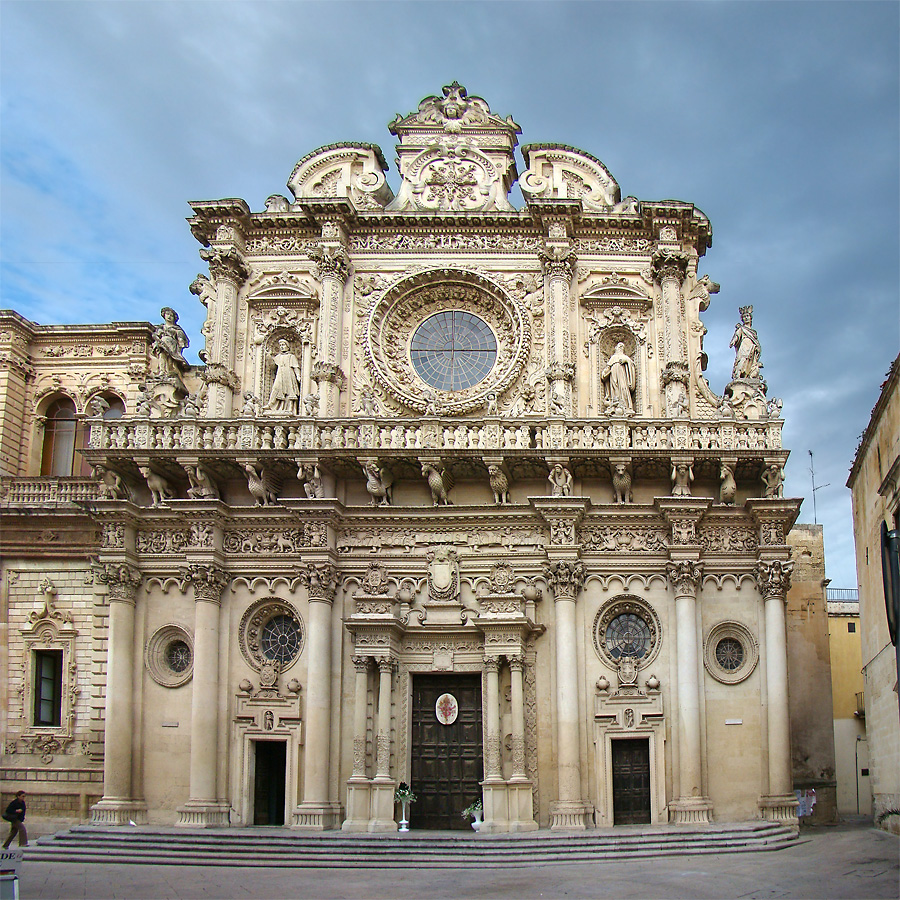
Basilica di Santa Croce

- Duomo di Lecce: collocato nell'omonima piazza, fu costruito una prima volta nel 1144, poi nel 1230. Venne ricostruito per volere del vescovo Luigi Pappacoda dall'architetto leccese Giuseppe Zimbalo a partire dal 1659 a cui si deve anche l'attigua torre campanaria alta 70 metri circa e suddivisa in 5 piani con finestre molto slanciate; termina con una loggia ottagonale. Il Duomo è dedicato a Maria Santissima Assunta.
- Basilica di Santa Croce: monumento simbolo del barocco leccese, fu costruita a cavallo di due secoli, dal 1549 al 1695, su disegni di Gabriele Riccardi e da architetti del calibro di Cesare Penna e Giuseppe Zimbalo. Il prospetto, ricco di simboli, statue e decorazioni, si divide in tre sezioni. L'interno, a croce latina e a tre navate, è di pura forma basilicale.
- Chiesa di Sant'Irene dei Teatini: fu edificata a partire dal 1591 su progetto del teatino Francesco Grimaldi. Presenta una grandiosa facciata composta da due assetti stilistici sovrapposti. Sulla trabeazione è posta un'iscrizione dedicata a Santa Irene: «Irene virgini et martiri». L'interno, a croce latina e ad una sola navata, si modula in modo molto più sobrio rispetto al prospetto esterno, presentando, per ogni lato, tre profonde cappelle, comunicanti tra loro, caratterizzate da volte ellittiche illuminate a luce naturale. Presenta molti altari e ospita numerosissime tele di inestimabile valore artistico.
- Chiesa di San Giovanni Battista: fu realizzata nel 1690-91 dallo Zimbalo. Il prospetto, ricco di decori barocchi, colonne, capitelli, statue, trofei di fiori, è diviso in due ordini da una balaustra. L'interno, a pianta a croce greca, presenta ricchi altari. Il pulpito è l'unico delle chiese leccesi ad essere realizzato in pietra leccese. La copertura è a capriate lignee; la realizzazione della cupola fu sconsigliata per le grandi dimensioni della campata.
- Chiesa di San Matteo: fu nel 1667 dai disegni dell'architetto Giovann'Andrea Larducci e presenta gli elementi architettonici tipici delle chiese del pieno periodo barocco dell'Italia centrale. Il suo accordo plastico composto dall'ordine inferiore convesso e il superiore concavo, infatti, è poco usuale tra i monumenti dell'arte del Salento e di Lecce.

#### Negli altri Comuni

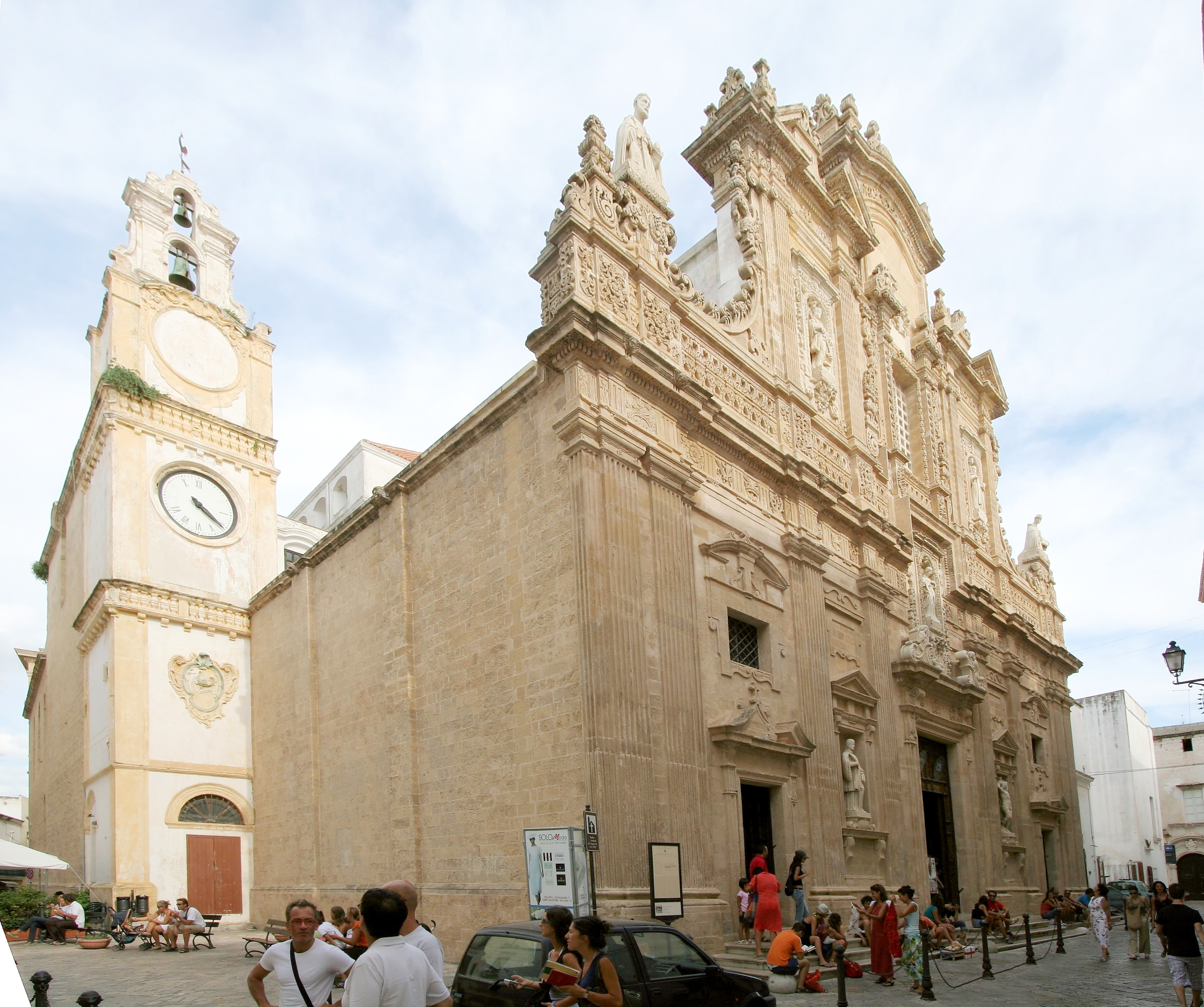
Basilica Cattedrale di Gallipoli

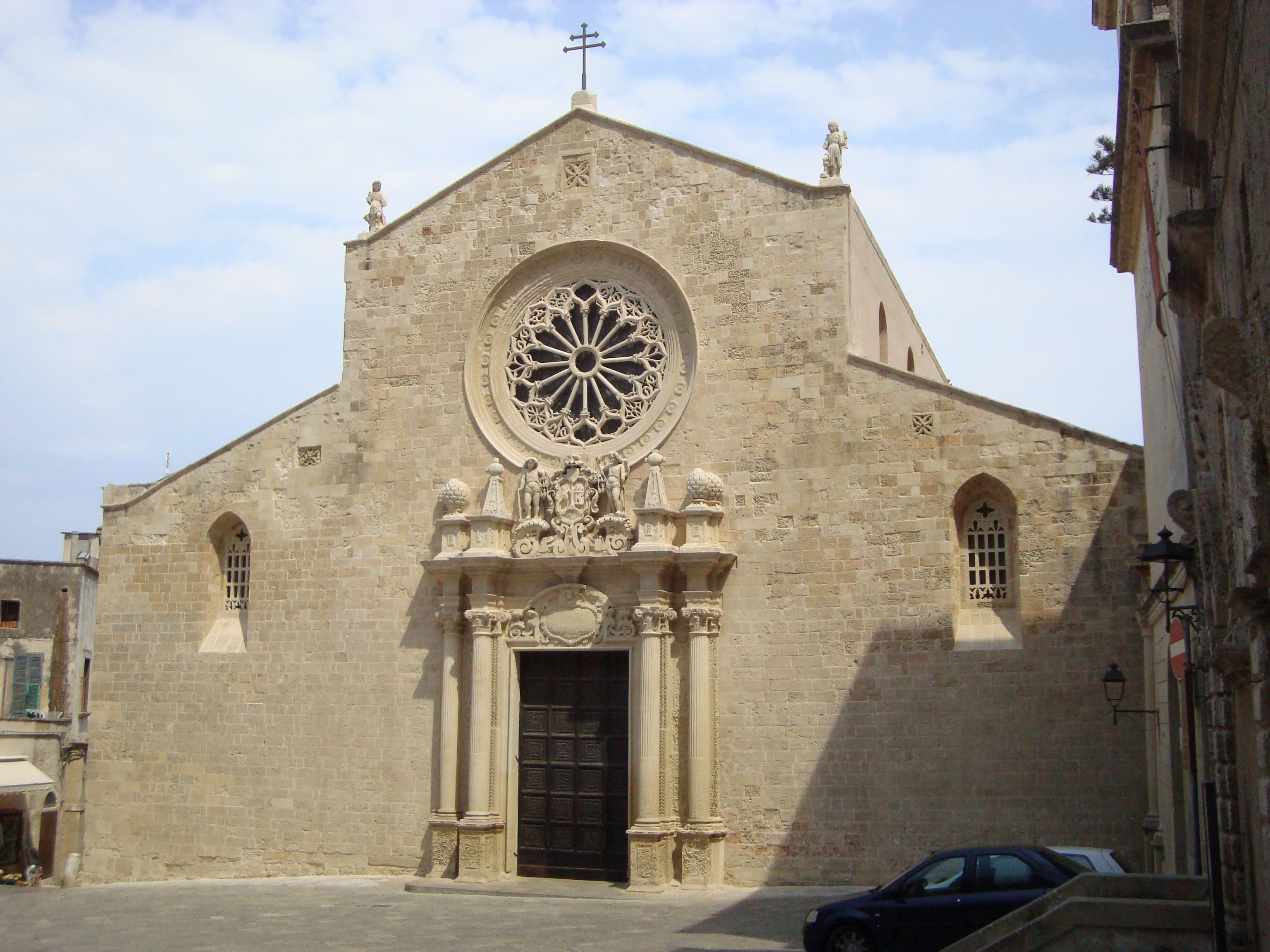
Cattedrale di Otranto

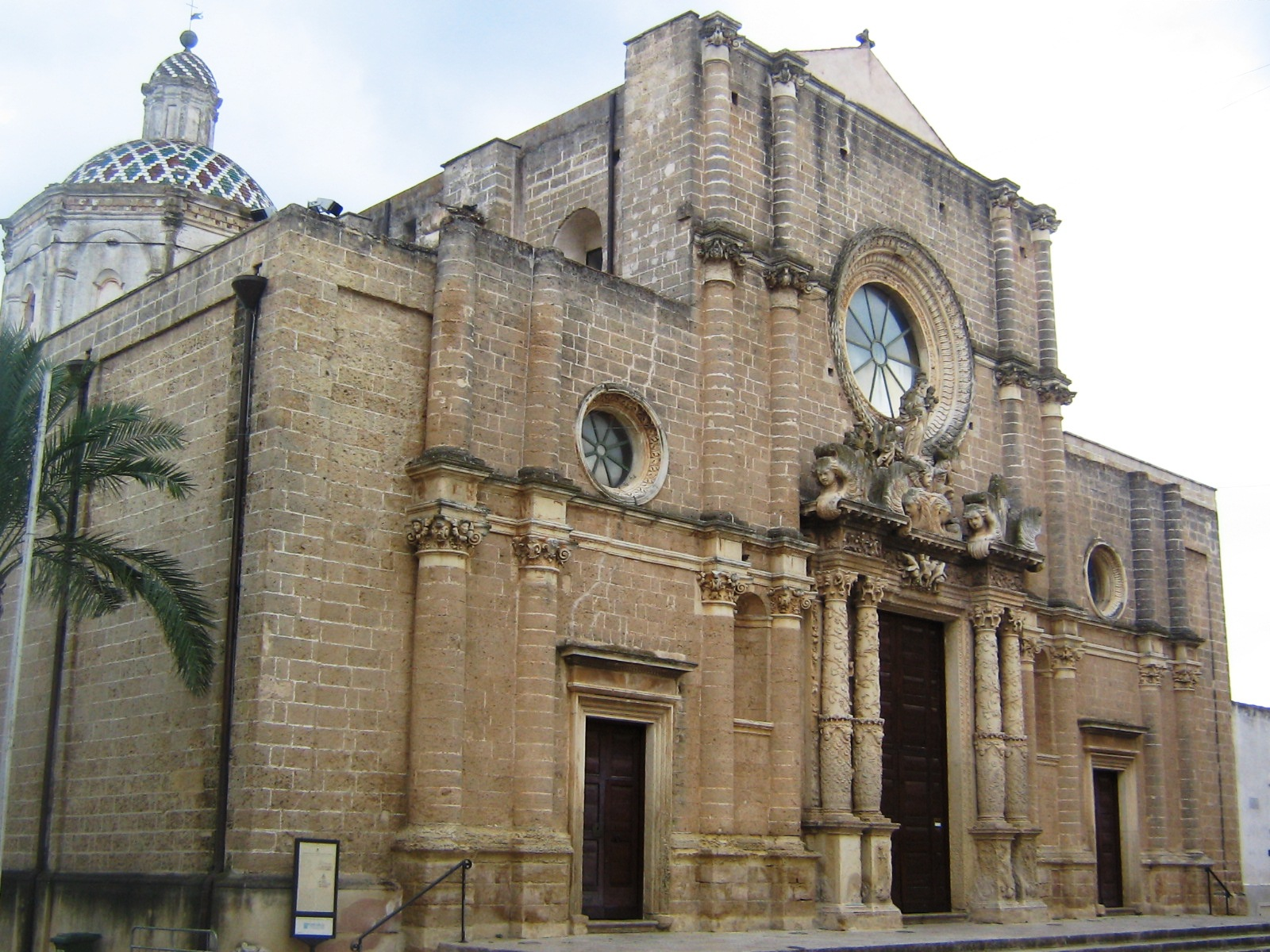
Chiesa Madre di Campi Salentina

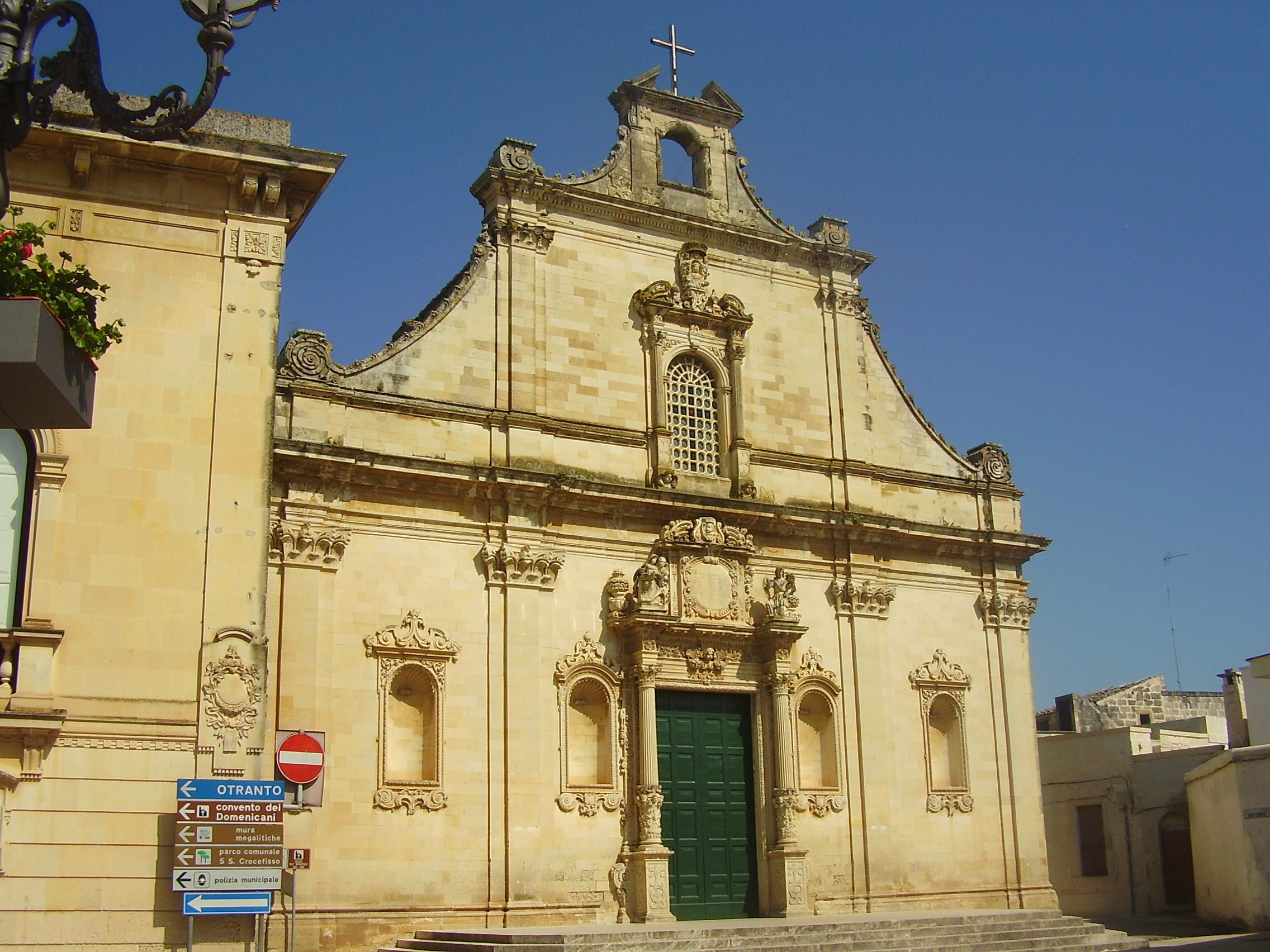
Chiesa Madre di Muro Leccese

- Cattedrale Maria Santissima Annunziata a Otranto: edificata sui resti di una domus romana, di un villaggio messapico e di un tempio paleocristiano, è stata consacrata al culto il primo agosto 1088 durante il papato di Urbano II. All'interno, in sette grandi armadi, si conservano le ossa dei beati Martiri di Otranto. Di inestimabile valore artistico è il mosaico pavimentale eseguito tra il 1163 e il 1166 dal monaco basiliano Pantaleone che raffigura l'albero della vita.
- Basilica Cattedrale Santa Maria Assunta a Nardò: l'attuale cattedrale sorge, probabilmente, sul luogo dove, un tempo, fu fondata l'antica chiesa di Sancta Maria de Neritorio, ad opera di alcuni monaci orientali che nel VII secolo sfuggirono alle persecuzioni iconoclaste. Il cenobio, dedicato alla Madonna Assunta, è presente sin dal 1088. Il corpo dell'edificio fu modificato nel corso dei secoli; a partire dal 1354, in seguito a danneggiamenti provocati da un sisma, fino agli ultimi anni dell'Ottocento, quando la facciata fu riportata al suo aspetto più classico.
- Basilica Cattedrale di Sant'Agata a Gallipoli: è una costruzione barocca del XVII secolo, riedificata sul luogo di una chiesetta romanica dedicata a San Giovanni Crisostomo. Si trova al centro e nel punto più alto dell'isola che ospita in nucleo antico della città, sito probabilmente destinato ad area sacra sin dall'antichità.
- Chiesa Madre dei Santi Pietro e Paolo a Galatina: fu costruita ex novo nel 1633 sull'area di un precedente edificio sacro. Di notevole interesse gli affreschi della volta, gli altari in marmo policromo, l'antico cappellone del Sacramento, le tele e le statue. Nel 1663, per volere di Mons. Adarzo de Santander, Vescovo di Otranto, la facciata fu impreziosita con l'aggiunta di tre portali commissionati a Giuseppe Zimbalo e vennero realizzate anche le nicchie e i santi che in esse sono posizionate.
- Basilica di Santa Caterina d'Alessandria a Galatina: uno dei più insigni monumenti dell'arte romanica e gotica in Puglia, fu realizzata tra il 1369 e il 1391 per volontà di Raimondello Orsini del Balzo. L'edificio fu costruito su una preesistente chiesa bizantina di rito greco risalente al IX-X secolo. L'interno conserva una pregevole decorazione pittorica eseguita nei primi decenni del XV secolo per volontà di Maria d'Enghien.

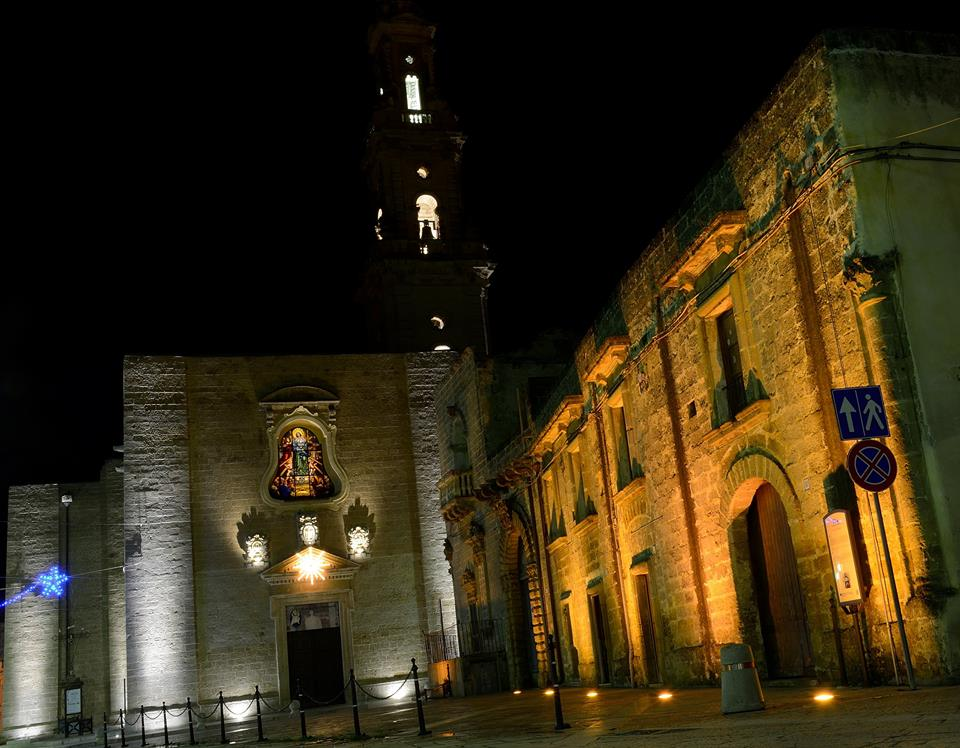
Chiesa Madre di Trepuzzi

- Chiesa Madre di TrepuzziChiesa di Maria Santissima Assunta in Cielo a Trepuzzi: L'edificio era originariamente intitolato a San Pietro Apostolo come attesta il documento redatto a seguito della visita pastorale di mons. Luigi Pappacoda, avvenuta il 4 maggio 1640. Solo più tardi, a partire dal 1792, viene indicata come titolare della chiesa la Madonna Assunta, protettrice di Trepuzzi. La costruzione in carparo e in pietra fu eretta nel 1603, come indica l'iscrizione posta sulla facciata, sotto lo stemma civico: AL SINDACATO: DI PROSPERO PERRONE NELL'ANNO 1603.
- Chiesa Madre di Santa Maria delle Grazie a Campi Salentina: di stile rinascimentale, risale al 1579 e sostituisce l'antico edificio di culto databile al XIV secolo. Dalla prima metà del XVII secolo la struttura conobbe l'avvento del barocco che sostituì gli originari elementi architettonici del Cinquecento.
- Chiesa Madre di Maria Santissima Annunziata a Casarano: edificata nei primi anni del XVIII secolo, sorge sulle fondamenta di un preesistente edificio risalente al Cinquecento e di cui rimangono i caratteristici archetti. All'interno, a croce latina, si possono ammirare numerosi dipinti tra cui alcuni del leccese Oronzo Tiso e del Coppola.
- Chiesa di Santa Maria della Croce in Casaranello a Casarano: è tra i più antichi luoghi di culto cristiano del mondo (solo cinque edifici sono più vecchi), con mosaici paleocristiani bizantini a tessere policrome del V secolo e affreschi di età medievale (XI-XIV sec.) raffiguranti, tra l'altro, Santa Barbara, il Cristo Pantocratore, Santa Caterina d'Alessandria e Santa Margherita d'Antiochia.
- Ex Chiesa Cattedrale dell'Annunziata a Castro: a croce latina, fu costruita nel 1171, probabilmente sulle rovine di un tempio greco. Si compone di una sola navata terminante in tre absidi. I continui interventi e rifacimenti nel corso dei secoli, hanno sensibilmente alterato la struttura originaria in stile romanico.
- Chiesa Madre della Madonna delle Nevi a Copertino: sorse nel 1088 per volontà del conte Goffredo il Normanno e fu intitolata alla Vergine Assunta. Nel 1235 Manfredi, principe di Taranto e conte di Copertino la elevò a basilica intitolandola alla Vergine delle Nevi.[non chiaro]
- Santuario del SS. Crocifisso della Pietà a Galatone: fu costruito fra il 1683 e il 1694 sulle fondamenta di una precedente chiesa risalente al 1623, crollata rovinosamente nel febbraio del 1682. L'antica chiesa venne innalzata per custodire un'icona raffigurante il SS. Crocifisso della Pietà (XIV secolo) ancora oggi presente al centro dell'altare maggiore. Fu elevata a Santuario nel 1796 da papa Pio VI.
- Chiesa Madre dell'Annunziata a Muro Leccese: fu costruita tra il 1680 e il 1693. L'interno, a croce latina, ospita numerose opere pittoriche e pregevoli altari scolpiti in pietra leccese.
- Chiesa Madre di Sant'Andrea Apostolo a Presicce (comune di Presicce-Acquarica): distrutta dal terremoto del 1743, venne ricostruita tra il 1778 e il 1781. Conserva ancora intatto il campanile rinascimentale (m 27,60) finemente decorato, risalente alla metà del XVI secolo.
- Chiesa Madre di Maria Santissima Assunta a Vernole: ultimata nel 1730, venne consacrata nel 1748. L'interno è a croce latina a navata unica. Il campanile è del 1740.
- Chiesa di San Vitale Martire a Marittima: La chiesa, in stile neoclassico, è a pianta quadrangolare, suddivisa in tre navate, culminanti con altrettanti altari. Sui quattro pilastri centrali poggia una cupola semisferica, recante nell’intradosso un affresco, molto ben curato, come anche le restanti decorazioni pittoriche.

### Architetture militari

#### Castelli

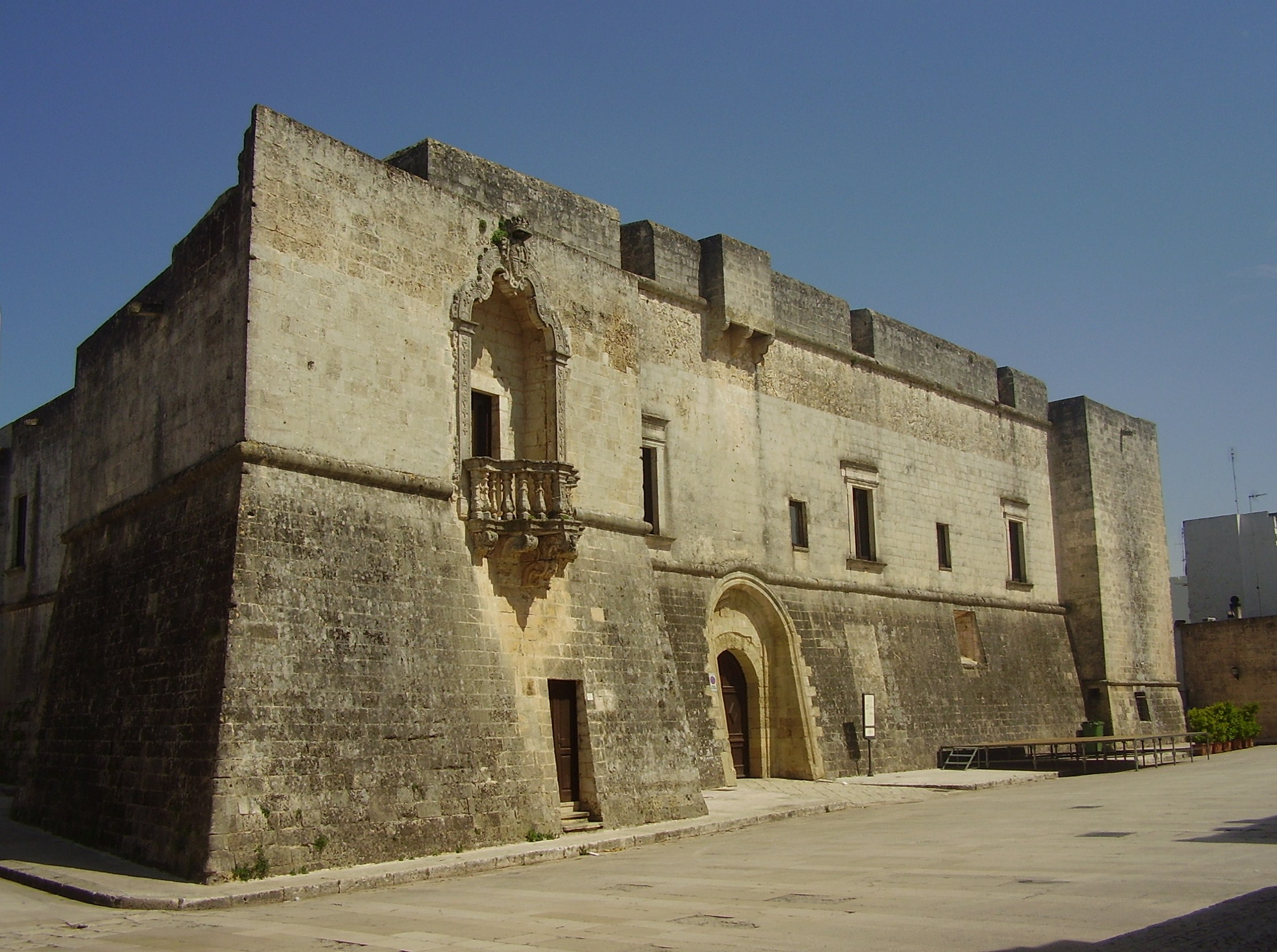
Castello di Andrano

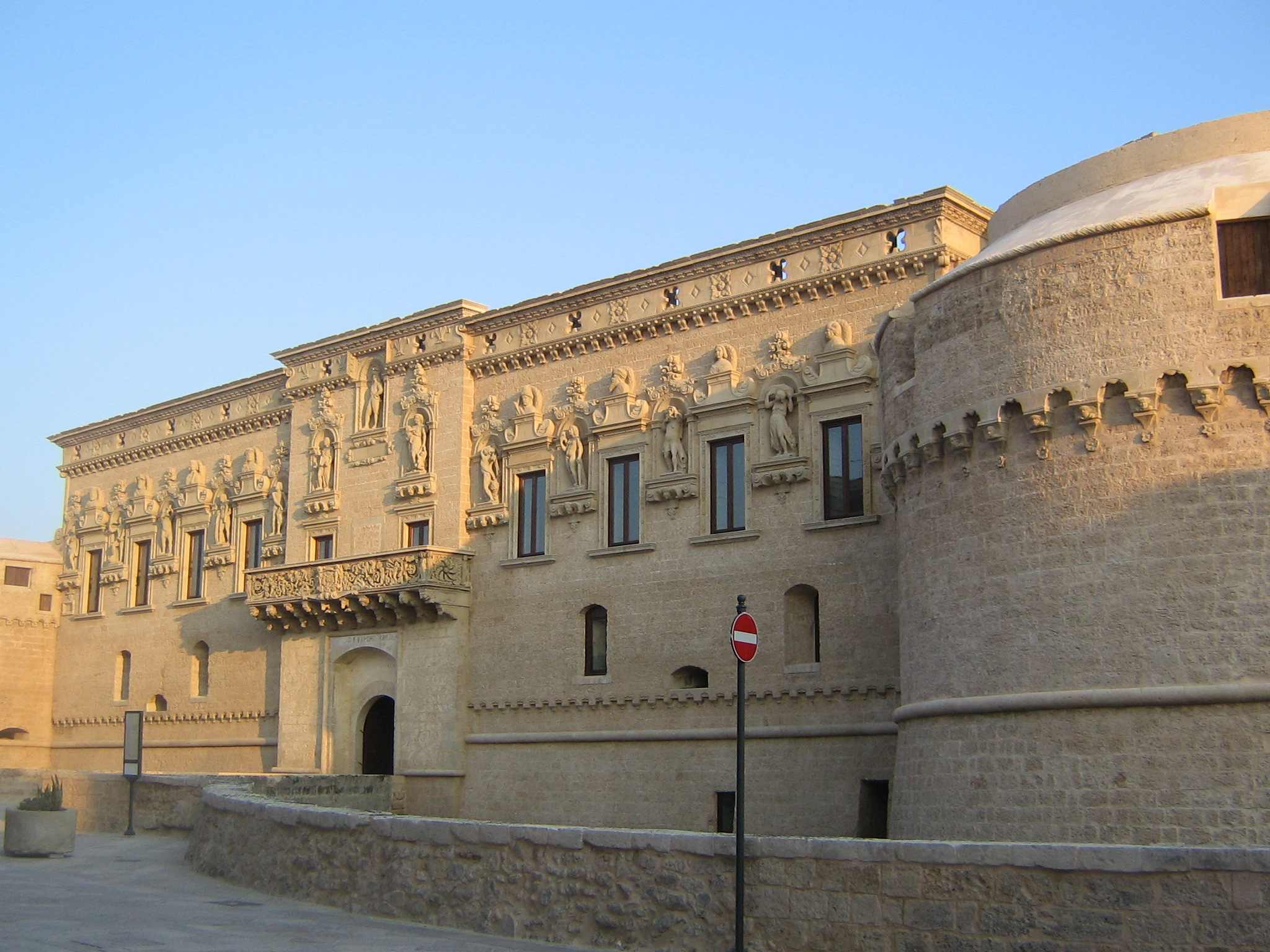
Castello di Corigliano d'Otranto

- Castello di Gian Giacomo dell'Acaya ad Acaya
- Castello di Acquarica ad Acquarica del Capo (comune di Presicce-Acquarica)
- Castello Spinola-Caracciolo ad Andrano
- Castello dei Gualtieri a Castrignano de' Greci
- Castello aragonese a Castro
- Castello di Copertino a Copertino
- Castello de' Monti a Corigliano d'Otranto
- Castello dei Bonsecolo a Felline
- Castello di Gallipoli a Gallipoli
- Castello Carlo V a Lecce
- Castello Castromediano - Valentini a Morciano di Leuca
- Castello aragonese a Otranto
- Castello Acquaviva di Nardò

#### Torri costiere
Lungo tutto il litorale della provincia è possibile ammirare delle torri cinquecentesche fatte costruire da Carlo V per difendere il territorio salentino dalle incursioni dei Saraceni. Se ne contano attualmente circa un'ottantina

### Monumenti megalitici
La provincia è ricca di monumenti megalitici (dolmen e menhir), disseminati sul tutto il territorio e in misura maggiore nei comuni del versante orientale. Tra i più alti monumenti megalitici italiani si può citare il menhir de Santu Totaru, che si trova nel territorio comunale di Martano.

## Energia
La provincia di Lecce è prima in Italia per produzione di energia elettrica da impianti fotovoltaici, con una produzione di 1027,8 GWh nel 2023. L'energia elettrica prodotta da impianti fotovoltaici, nel 2023, ha soddisfatto il 83,27% dei consumi della provincia. Il 99,32% dell'energia prodotta in provincia di Lecce proviene da fonti rinnovabili.

## Comuni
Appartengono alla provincia di Lecce i seguenti 96 comuni (il che ne fanno la provincia con il maggior numero di essi su tutto il territorio pugliese):
- Alessano
- Alezio
- Alliste
- Andrano
- Aradeo
- Arnesano
- Bagnolo del Salento
- Botrugno
- Calimera
- Campi Salentina
- Cannole
- Caprarica di Lecce
- Carmiano
- Carpignano Salentino
- Casarano
- Castri di Lecce
- Castrignano de' Greci
- Castrignano del Capo
- Castro
- Cavallino
- Collepasso
- Copertino
- Corigliano d'Otranto
- Corsano
- Cursi
- Cutrofiano
- Diso
- Gagliano del Capo
- Galatina
- Galatone
- Gallipoli
- Giuggianello
- Giurdignano
- Guagnano
- Lecce
- Lequile
- Leverano
- Lizzanello
- Maglie
- Martano
- Martignano
- Matino
- Melendugno
- Melissano
- Melpignano
- Miggiano
- Minervino di Lecce
- Monteroni di Lecce
- Montesano Salentino
- Morciano di Leuca
- Muro Leccese
- Nardò
- Neviano
- Nociglia
- Novoli
- Ortelle
- Otranto
- Palmariggi
- Parabita
- Patù
- Poggiardo
- Porto Cesareo
- Presicce-Acquarica
- Racale
- Ruffano
- Salice Salentino
- Salve
- San Cassiano
- San Cesario di Lecce
- San Donato di Lecce
- San Pietro in Lama
- Sanarica
- Sannicola
- Santa Cesarea Terme
- Scorrano
- Seclì
- Sogliano Cavour
- Soleto
- Specchia
- Spongano
- Squinzano
- Sternatia
- Supersano
- Surano
- Surbo
- Taurisano
- Taviano
- Tiggiano
- Trepuzzi
- Tricase
- Tuglie
- Ugento
- Uggiano la Chiesa
- Veglie
- Vernole
- Zollino

### Comuni più popolosi
Di seguito è riportata la lista dei primi 24 comuni per numero di abitanti aggiornata al 1º gennaio 2024.
| Pos. | Stemma | Comune di | Popolazione (ab) | Superficie (km²) | Densità (ab/km²) | Altitudine (m s.l.m.) |
| ---- | ------ | --------- | ---------------- | ---------------- | ---------------- | --------------------- |
| 1°   |        | Lecce     | 94.250           | 238,82           | 391,08           | 49                    |
| 2°   |        | Nardò     | 30.748           | 193,26           | 159,10           | 45                    |
| 3°   |        | Galatina  | 25.485           | 82,65            | 308,35           | 75                    |
| 4°   |        | Copertino | 22.969           | 58,53            | 392.43           | 34                    |
| 5°   |        | Casarano  | 19.151           | 38,73            | 494,97           | 107                   |
| 6°   |        | Gallipoli | 19.139           | 41,22            | 464,31           | 12                    |
| 7°   |        | Tricase   | 16.990           | 43,33            | 392,11           | 98                    |
| 8°   |        | Galatone  | 14.884           | 47,07            | 316,21           | 58                    |
| 9°   |        | Surbo     | 14.603           | 20,78            | 702,74           | 40                    |
| 10°  |        | Trepuzzi  | 14.068           | 23,91            | 588,03           | 55                    |
| 11°  |        | Leverano  | 13.476           | 49,50            | 272,24           | 37                    |
| 12°  |        | Squinzano | 13.379           | 31,37            | 426,49           | 48                    |

| Pos. | Stemma | Comune di          | Popolazione (ab) | Superficie (km²) | Densità (ab/km²) | Altitudine (m s.l.m.) |
| ---- | ------ | ------------------ | ---------------- | ---------------- | ---------------- | --------------------- |
| 13°  |        | Maglie             | 13.367           | 22,66            | 589,89           | 81                    |
| 14°  |        | Veglie             | 13.237           | 62,31            | 212,44           | 47                    |
| 15°  |        | Monteroni di Lecce | 13.236           | 16,74            | 790,68           | 35                    |
| 16°  |        | Cavallino          | 12.931           | 22,65            | 570,91           | 38                    |
| 17°  |        | Ugento             | 11.970           | 100,40           | 119,53           | 108                   |
| 18°  |        | Lizzanello         | 11.759           | 25,42            | 462,59           | 45                    |
| 19°  |        | Carmiano           | 11.653           | 24,24            | 480,73           | 31                    |
| 20°  |        | Taviano            | 11.449           | 22,13            | 517,35           | 58                    |
| 21°  |        | Taurisano          | 11.242           | 23,68            | 474,75           | 110                   |
| 22°  |        | Matino             | 10.875           | 26,63            | 408,37           | 75                    |
| 23°  |        | Racale             | 10.702           | 24,29            | 440,59           | 55                    |
| 24°  |        | Melendugno         | 9.999            | 92,31            | 108,32           | 36                    |

### Comuni meno popolosi
Di seguito è riportata la lista dei 6 comuni meno popolati della provincia.
| Pos. | Stemma | Comune di    | Popolazione (ab) | Superficie (km²) | Densità (ab/km²) | Altitudine (m s.l.m.) |
| ---- | ------ | ------------ | ---------------- | ---------------- | ---------------- | --------------------- |
| 1°   |        | Giuggianello | 1.127            | 10,27            | 109,74           | 79                    |
| 2°   |        | Palmariggi   | 1.356            | 8,97             | 151,17           | 99                    |
| 3°   |        | Sanarica     | 1.475            | 13,02            | 113,29           | 78                    |

| Pos. | Stemma        | Comune di  | Popolazione (ab) | Superficie (km²) | Densità (ab/km²) | Altitudine (m s.l.m.) |
| ---- | ------------- | ---------- | ---------------- | ---------------- | ---------------- | --------------------- |
| 4°   | senza cornice | Surano     | 1.512            | 8,99             | 168,19           | 102                   |
| 5°   |               | Martignano | 1.567            | 6,49             | 241,45           | 90                    |
| 6°   |               | Cannole    | 1.576            | 20,35            | 77,44            | 124                   |